# Южно-русский рабочий союз
Южно́-ру́сский рабо́чий сою́з — одна из первых рабочих политических организаций в Российской империи. Был создан в Киеве в 1880 году членами «Чёрного передела». В январе 1881 года был ликвидирован властями.

## Предыстория
После отмены крепостного права в России возникла ситуация, когда одновременно с развивающимся капиталистическим хозяйством в стране сохранялись феодально-общинные отношения в деревне. На переднем крае революционной борьбы находились народники, которые стоя на позициях утопического социализма и будучи сами из разночинцев и дворянских классов, считали, что Россия сможет прийти к коммунизму через крестьянскую общину, минуя состояние капитализма, для чего (для пропаганды своих идей) занимались «хождением в народ». Однако, по мере проникновения в Россию учения Маркса (с его теорией о «классовой борьбе», значении пролетариата как «могильщика буржуазии», «диктатуры пролетариата», как единственной форме перехода к коммунизму) и развития капиталистических отношений, некоторые народники, увлёкшись марксизмом, стали идти не «в народ», а «к рабочим». Зарождение данного «союза» как раз и является продуктом перехода внимания народников от крестьянства на рабочий класс.

## Основание «Союза» и практическая работа
«Союз» был основан «чернопередельцами» Е. Н. Ковальской и Н. П. Щедриным, которые установив связи с рабочими нескольких киевских заводов («Арсенал», железнодорожных мастерских, книгопечатен), расширили свой «чернопередельский» кружок до уровня рабочей организации, объединив до 600 человек рабочих. Весной 1880 года оформление «Союза» было завершено.
Союз поддерживал те же формы борьбы за «экономический переворот» (передача земли и средств производства в собственность всего народа, перестройка обществ, производства на основе ассоциаций), что и «Чёрный передел» — «индивидуальный террор», «фабричный террор» (порча оборудования, избиение и убийство мастеров, фабрикантов — для того, чтобы добиться от последних уменьшения рабочего дня, увеличения зарплаты, права стачек и т. п.). «Союз» имел собственную тайную типографию, в которой печатались прокламации. Организовывал загородные сходки рабочих. Пытался наладить связи с рабочими иных промышленных центров юга России — Ростова-на-Дону, Одессы, Кременчуга. В пору наибольшей активности членами «Союза» состояло несколько сот рабочих разных национальностей — русских, украинцев, евреев, поляков, болгар.

## Ликвидация властями
Предательство Пиотровского позволило властям арестовать 22 октября 1880 года организаторов Ковальскую и Щедрина и активных членов Союза. Во главе «Союза» встали И. Н. Кашинцев, С. Н. Богомолец, П. О. Иванов и А. И. Преображенский, которые проводили более «умеренную» политику — выработанная ими вторая программа «Союза» была построена на началах «экономизма» и уделяла основное внимание воспитанию рабочих и мирной пропаганде идей социализма. В начале 1881 года «Союз» был окончательно разгромлен. Однако типография, которой руководил П. О. Иванов, была найдена полицией только 28 апреля 1881 года. Суд над десятью руководителями союза состоялся в Киеве 26-29 мая 1881 года. Военно-окружной суд приговорил Ковальскую, Щедрина, Иванова, Кашинцева, Богомолец и Преображенского к различным срокам каторги, остальных — к ссылке в Сибирь.